# Erik Thastum
Erik Thastum (født 17. februar 1926 i København) var en dansk bokser, der deltog i OL 1948 i London i bantamvægt. Han tabte sin første kamp til finnen Olavi Ouvinen på point og var dermed færdig i konkurrencen.
Thastum boksede for IF Sparta.